# László Rajk (Architekt)

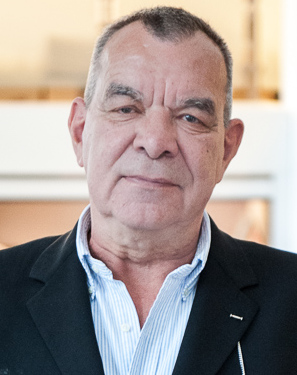
Laszlo Rajk (2013)

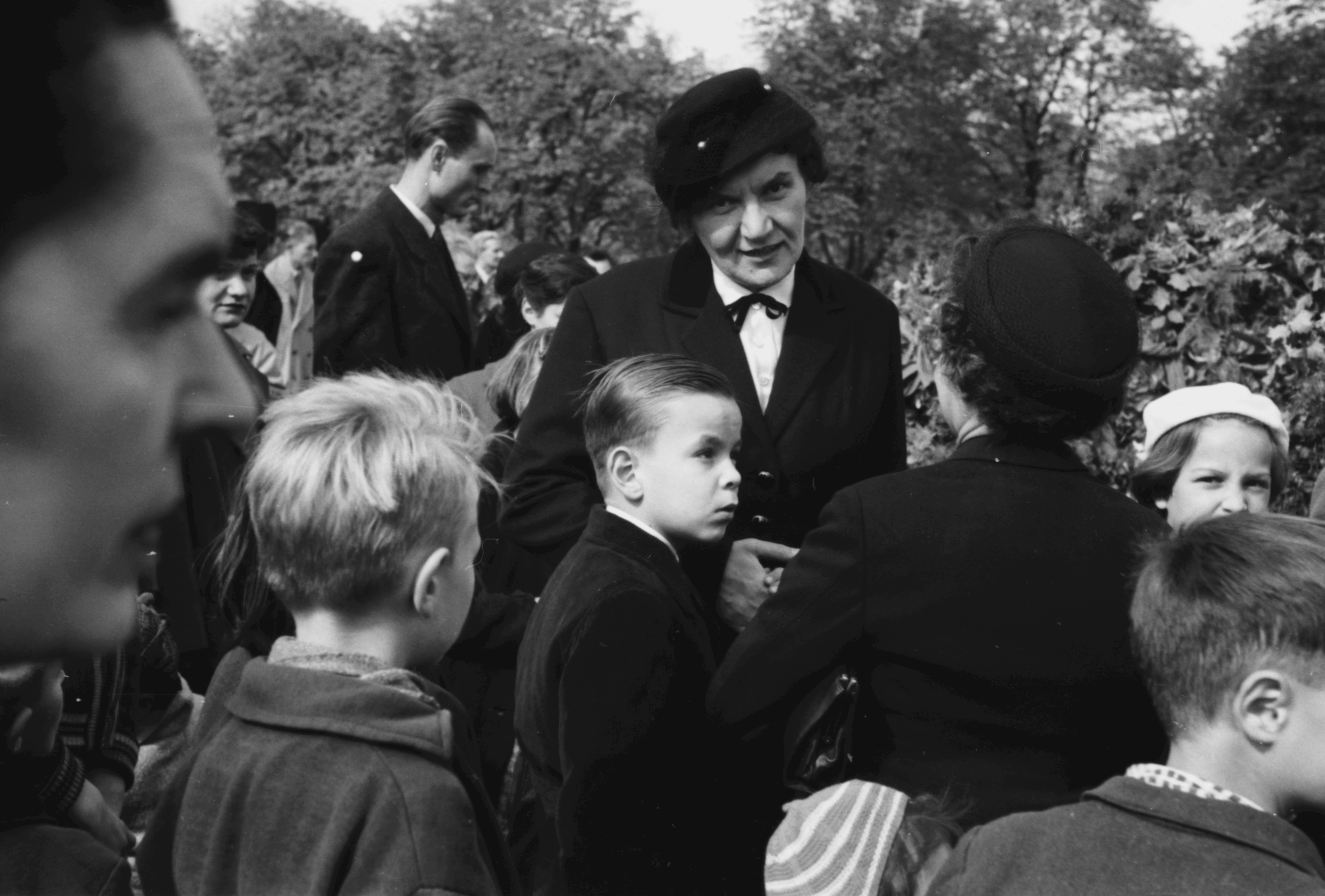
László Rajk 1956 bei der Umbettung seines Vaters

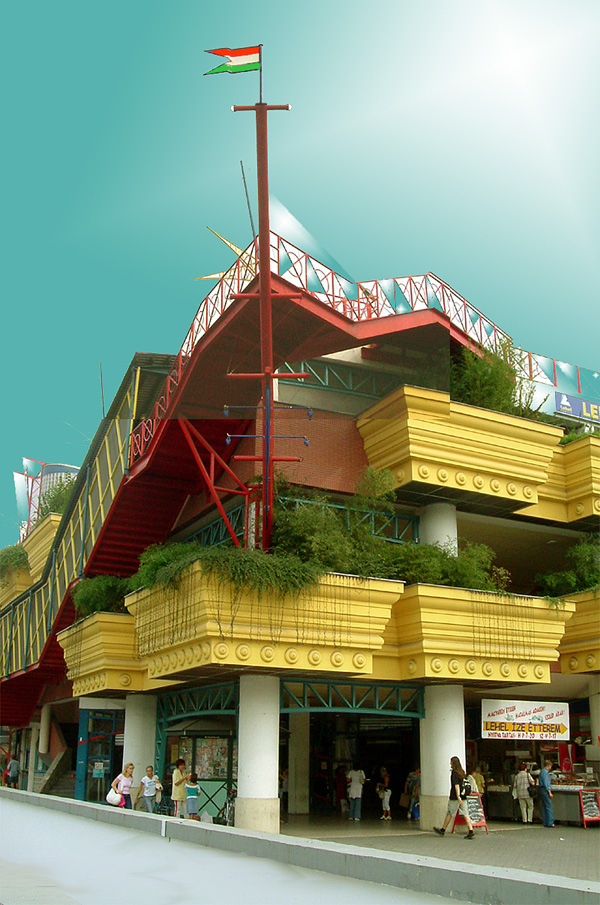
Lehel Csarnok, Budapest (1999)

László Rajk (geboren 26. Januar 1949 in Budapest; gestorben 11. September 2019 ebenda) war ein ungarischer Architekt und Politiker.

## Leben
László Rajks Vater László Rajk war ein ungarischer kommunistischer Politiker, der 1949 nach einem stalinistischen Schauprozess wegen angeblicher Spionage hingerichtet wurde, seine Mutter wurde zu einer Gefängnisstrafe verurteilt. Rajk wurde von seiner Mutter getrennt und wuchs unter dem Namen István Kovács in einem Waisenhaus auf. Ab 1953 durfte er bei seiner Tante wohnen. Julia Rajk wurde 1954 aus der Haft entlassen. In der Tauwetter-Periode im Ostblock wurde László Rajk rehabilitiert und am 6. Oktober 1956 umgebettet. Nach der Niederschlagung der Ungarischen Revolution 1956 wurden Mutter und Sohn nach Rumänien deportiert, sie durften 1958 nach Ungarn zurückkehren.
Rajk studierte ab 1967 Architektur an der Technischen Universität Budapest und hielt sich 1975/76 an der McGill University in Kanada auf. Er arbeitete fortan als Architekt.
Rajk betätigte sich ab 1975 in der demokratischen Opposition Ungarns und betrieb mit Gábor Demszky ab 1981 einen illegalen Schriftenvertrieb, der als „Samizdat Boutique“ bezeichnet wurde. 1988 gehörte er zu den Gründern der Oppositionspartei Bund Freier Demokraten (Szabad Demokraták Szövetsége, SZDSZ). Nach der politischen Wende in Ungarn wurde er für die Partei 1990 zum Abgeordneten des Ungarischen Parlaments gewählt und war dies bis 1996, als er wegen einer Korruptionsaffäre in der Partei das Abgeordnetenmandat zurückgab. Mit der Partei blieb er bis 2001 verbunden.
Rajk arbeitete als Architekt, Filmarchitekt und Bühnenbildner und lehrte Filmarchitektur an der Filmhochschule Budapest (Színház- és Filmművészeti Egyetem). Im kommunistischen Ungarn gestaltete er auch Buchumschläge.
Rajk wurde 1999 zum Chevalier des Ordre national du Mérite ernannt, 2005 erhielt er den Verdienstorden Ungarns, 2006 den Verdienstorden Polens und 2009 den Kossuth-Preis.
Rajk war mit der Altistin Judit Kerek verheiratet.

## Architektur (Auswahl)
- Lehel Csarnok, 2002

## Filme (Auswahl)
- Das Turiner Pferd, 2011
- Saul fia, 2015

## Schriften (Auswahl)
- mit Gábor Demszky: Földalatti vonalak. Jelenkor, Pécs 2000
- 2000 Radikális eklektika. Kölcsönzött evidenciák. Jelenkor, Pécs 2000
- Happiness, City, Space („Boldogság, város, tér“). Birkhausen, Berlin 2002
- Réteges építészet / Stratified architecture. Terc, Budapest 2005
- Duncan Shiels: Die Brüder Rajk. Ein europäisches Familiendrama. Übersetzung aus dem Englischen Klaus Binder. Vorwort György Konrád, Nachwort László Rajk jun. Wien : Zsolnay, 2008, ISBN 978-3-552-05434-9